# Javier de Viana
|  | Aquest article és sobre l'escriptor. Per a la localitat del mateix nom, vegeu Javier de Viana (Uruguai) |

Javier de Viana (Canelones, 5 d'agost de 1868 – La Paz, 5 d'octubre de 1926) va ser un escriptor i polític uruguaià pertanyent al Partit Nacional.

## Biografia
Nascut a Canelones, al sud de l'Uruguai, Viana va militar des de molt jove al Partit Nacional, de tendència conservadora. Per aquest motiu, durant la Guerra Civil, la qual va acabar el 1904, va haver d'emigrar a l'Argentina.
Viana va escriure principalment sobre la vida rural. Aquestes obres inclouen: Gaucha (1899), Gurí (1901) i Yuyos (1912), a més de contes breus. Una col·lecció internacional inclou part de la seva obra sota el títol Antología de Cuentistas Hispanoamericanos, publicada a Madrid l'any 1945.
El poble de Javier de Viana, al departament d'Artigas, rep el seu nom.

## Obra
- Campo (1896)
- Gaucha (1899)
- Gurí (1901)
- Con divisa blanca (1904)
- Macachines (1910)
- Leña seca (1911)
- Yuyos (1912)
- Cardos (1919)
- Abrojos (1919)
- Sobre el recado (1919)
- Bichitos de luz (1920)
- Ranchos
- La biblia gaucha (1925)